# 小教区
小教区（しょうきょうく、英語: parish、パリッシュ）は、監督制をとるキリスト教の諸教会において、教会行政の基本単位となる区域。一般に「教区」（または司教区）と訳される"diocese"の下位の単位。"parish"が「教区」と訳される場合もあるが 、一般的に"diocese"との区別のために、「小教区」、あるいは「教会区」などと訳される。

## 歴史
初期のキリスト教会では、各都市に司教を長とする教会があり、教区（司教区）があるだけであった。しかし3世紀ごろから都市以外にもキリスト教徒が増え、教会が建てられるようになると、さまざまな問題が生じてきたため、司教の配下にあってそうした教会を司る司祭が置かれるようになってきたのが小教区制の起こりである。
またゲルマン民族においては、キリスト教以前の風習を引き継いで領主の私有教会が置かれることが多くあり、ここでも独自の小教区制が成立していった。
中世に入って、特にカロリング朝時代にフランク王国が拡大した際、この2つが合体し、現代まで続く国全体に及ぶような小教区制が成立したとされる。

## カトリック教会の小教区
カトリック教会においては、各々の教区（司教区）の中にいくつかの小教区が設置され、それぞれの小教区が「主任教会」と呼ばれる中心となる教会を持つ。小教区には「主任司祭」（英語: parish priest、ラテン語: parochus）がいて、小教区に対する責任と権威を持つ。主任司祭は、司教直属の教区司祭が任命されることが多いが、司教から小教区の管理を委託された修道会の修道司祭が主任司祭を務める場合もある。また、主任司祭を補助する司祭がいることもあり、「助任司祭」と呼ばれる。

## 聖公会の小教区
イングランド国教会では、上述のカトリック教会のシステムの多くが、改革ののちも引き継がれ、教区教会が基本的な単位と見なされている。
しかし、イングランド国教会を母体として世界に広がる聖公会（アングリカン・コミュニオン）の諸教会においては、小教区の制度を設けていない管区・教区もある。日本聖公会においては小教区の制度は存在しない。

## スコットランド国教会の小教区
スコットランド国教会において、教区は教会の管理の基本レベルである。各々の教区教会の霊的な監督に責任をもつのは、会衆の最下級長老会議(Kirk Session)である。